# 1217.
◄ | 12. stoljeće | 13. stoljeće | 14. stoljeće | ►
◄ | 1180-ih | 1190-ih | 1200-ih | 1210-ih | 1220-ih | 1230-ih | 1240-ih | ►
◄◄ | ◄ | 1214. | 1215. | 1216. | 1217. | 1218. | 1219. | 1220. | ► | ►►
Arhitektura • Astronomija • Glazba • Knjige • Književnost • Kršćanstvo • Medicina • Pravo • Promet • Znanost

## Događaji
- Dovršena i posvećena zagrebačka katedrala.
- Izbio Peti križarski rat.

## Vanjske poveznice
|  | Zajednički poslužitelj ima još gradiva o temi 1217. |